# Novela de Basilio II
La Novela de Basilio II (en griego: Νεαραί του Βασίλειος Β΄) fue un edicto promulgado por el emperador bizantino Basilio II. El 1 de enero de 996, el emperador publicó la Novela. Con este edicto, se reconocía la validez de los derechos sobre las fincas sólo si su establecimiento se remontaba al menos a sesenta y un años antes, es decir, a la época de Romano I. Todas las compras realizadas después de esa fecha debían ser devueltas al propietario anterior de inmediato. Todas las bulas de oro imperiales emitidas en esos sesenta y un años habían sido canceladas, salvo las reconfirmadas por Basilio II con una disposición específica. Esta especie de validación se produjo porque ya no existía la pequeña propiedad de la tierra, absorbida por los grandes nobles, y también por eso los themas ahora eran débiles y peligrosos. Como solo había grandes terratenientes, el peligro era que los soldados se rebelaran y declararan emperador a un gran terrateniente, quien muchas veces podría ser el estratego del thema. A causa de este edicto, muchas familias nobles del Imperio bizantino acabaron en la pobreza, perdiendo todas sus posesiones, que tuvieron que devolver a los antiguos pequeños señores.